# Ernst Friedrich von Podewils
Ernst Friedrich von Podewils (* 1718; † 20. Mai 1782) war pommerscher Landrat.

## Leben

### Herkunft
Ernst Friedrich von Podewils entstammte dem namhaften, in Pommern schlossgesessenen Adelsgeschlecht der von Podewils. Seine Eltern waren der königlich-preußische Hauptmann und Erbherr auf Neuhof, Battin sowie Crampe nebst zwei Bauernhöfen in Glötzin und einem Kossätenhof in Podewils, Ewald von Podwils († vor 1758) und dessen Gattin Sophie Louise von Beerfelde. Sein jüngerer Bruder Christian Ludwig von Podewils war königlich preußischer Hof- und Legationsrat.

### Werdegang
Es ist nicht viel zum persönlichen und beruflichen Werdegang von Georg Friedrich von Podewils bekannt. Jedoch stand er zunächst als königlich preußischer Leutnant und Adjutant im Infanterieregiment Nr. 43 (Kalsow). 1749 war er aus väterlichem Erbe Herr auf Neuhof sowie Groß Reichow und führte 1758 einen Erbvergleich mit seinem Bruder Ludwig Christian von Podewils.
Nachdem der König die Wahl Heinrich Wilhelms von Podewils († nach 1758), zum Landrat des Kreises Belgard-Polzin im Frühjahr 1753 annulliert hatte, bekleidete er die Landratsstellung nach neuerlichen Wahlgang bis 1762. Im Amt folgte ihm 1763 Caspar Friedrich von Ramel.
Sein Gut Groß Reichow trug er 1776 dem Oberamtmann Carl Friedrich Wendland für 20 Jahre wiederverkäuflich auf.
Podewils blieb unvermählt.